# Wantuil Rodrigues
Wantuil Expedito Rodrigues Pereira (Ubá, 8 de maio de 1957) é um treinador de futebol brasileiro. Atualmente comanda o Francana.

## História
Wantuil Rodrigues é treinador de futebol há mais de vinte anos. O início da carreira foi meteórico. Depois de conquistar vários títulos nas categorias de base dos clubes mineiros, acabou tendo a oportunidade de dirigir o Expressinho do Cruzeiro Esporte Clube e, surpreendentemente, levou a taça de campeão mineiro. Também atuou como auxiliar técnico de Paulo Autuori na conquista da Libertadores da América em 1997, mantendo o cargo com seu substituto, Nelsinho Baptista.
Além disso, já mostrou um pouco de seus conhecimentos nos gramados japoneses onde, mais uma vez, saiu de lá com títulos.
Completou 100 jogos no comando da Veterana no último domingo, na partida contra o Linense, em Lins. Esta é a terceira passagem do treinador na Francana, que já havia comandado o time em 2001/2002 e 2007/2008.
Ao longo destes jogos dirigindo a equipe, Wantuil acumulou 35 vitórias, 27 empates, 38 derrotas e viveu grandes emoções. Em 2002 quase levou a Francana de volta a Série A-1 do Campeonato Paulista, perdendo a vaga para o Marília na final da competição.
Em 2007 conseguiu livrar a Veterana do rebaixamento para Segunda Divisão na última rodada, ao vencer o Monte Azul, então líder da Série A-3, fora de casa, na última rodada da fase de classificação.
Neste ano, Wantuil assumiu a equipe no final de maio, livrou o time do rebaixamento novamente, montou o elenco que disputou a Copa Paulista 2011 e conquistou o melhor resultado da história do clube na competição, classificando-se para segunda fase e quase avançando para as quartas de final.
O treinador foi homenageado pela diretoria do clube com uma camisa personalizada com o número 100. Agora ele terá como missão montar o elenco e preparar o time para disputa do Campeonato Paulista da Série A-3 em 2012, ano do centenário do clube.
Nesse mês de Maio de 2012 ele pediu demissão e deixou o comando da Francana.
Em 2015 comandou o Sertãozinho durante a Série A3 do Paulistão e ainda esse ano acertou com o Valeriodoce, clube que já dirigiu em 2005.
Acertou com o Uberaba Sport Club entre outubro de 2015 para comandar a equipe mineira na Segunda Divisão do Campeonato Mineiro do próximo ano. No dia 4 de março de 2016, Wantuil deixa o comando do clube mineiro, ele deixou o Uberaba Sport Club com um acesso, invicto e na liderança do grupo A da Segunda Divisão do Campeonato Mineiro.
No mesmo mês assume o comando do Nacional Atlético Clube (Muriaé), para continuar com a equipe mineira a Segunda Divisão do Mineiro e tentar repetir o trabalho que fez no Uberaba Sport Club. No mesmo ano deixou a equipe do Nacional.
Wantuil assume novamente o comando do Uberaba Sport Club, como em 2015, ele assumiu em outubro, desta vez em 2016, para comandar o clube no Campeonato Mineiro em 2017. Em 27 de abril de 2017, Wantuil deixou o Uberaba Sport Club para assumir o Ipatinga Futebol Clube, assumindo o time na competição da Segunda Divisão do Campeonato Mineiro de 2017 deixando o Ipatinga apenas 3 pontos atrás do líder, em quarto lugar.
Mesmo com a boa campanha, no dia 27 de agosto de 2017 o Ipatinga demitiu o técnico Wantuil Rodrigues. Em setembro do mesmo ano, Wantuil foi sondado pelo Marília Futebol Clube para atuar na Série A3 do Campeonato Paulista em 2018, sendo que ele mostrou interesse em atuar no futebol do estado de São Paulo.
No dia 5 de dezembro de 2017, Wantuil Rodrigues assumiu o comando do Mamoré, o treinador foi anunciado para comandar o clube mineiro na próxima temporada, a qual o Sapo irá disputar o modulo II do Mineiro.

## Conquistas

### Brasil
Atlético-MG
- Campeão Mineiro Júnior
- Campeão Mineiro Juvenil
- Campeão Mineiro Infantil

 Cruzeiro
- Campeão Mineiro Juvenil de 1986
- Campeão do 1.º Torneio Minas-Rio de 1987
- Campeão da 1.ª Taça Cidade de Londrina de Futebol Junior - 1988
- Campeão Mineiro Juvenil 1989
- Bicampeão Mineiro Juvenil 1990
- Campeão do Torneio FMF "Gilberto Santana" 1995
- Campeão Taça BH de Futebol Junior 1995
- Campeão Torneio Cidade de Bom Despacho 1995
- Campeão Mineiro Profissional Módulo 1 - 1997

Ipatinga
Campeonato Mineiro de Futebol da Segunda Divisão:2017

### Japão
Seiryo High School
- Campeão da Província de Ishikawa

 Aomori Yamada High School
- Campeão da Província de Aomori